# Cyrtarachne perspicillata
Cyrtarachne perspicillata là một loài nhện trong họ Araneidae.
Loài này thuộc chi Cyrtarachne. Cyrtarachne perspicillata được Carl Ludwig Doleschall miêu tả năm 1859.